# Bielkowo (Kobylanka)
Bielkowo (deutsch Belkow) ist ein Dorf in der polnischen Woiwodschaft Westpommern. Es gehört zur Gmina Kobylanka (Gemeinde Kublank) im Powiat Stargardzki (Stargarder Kreis).

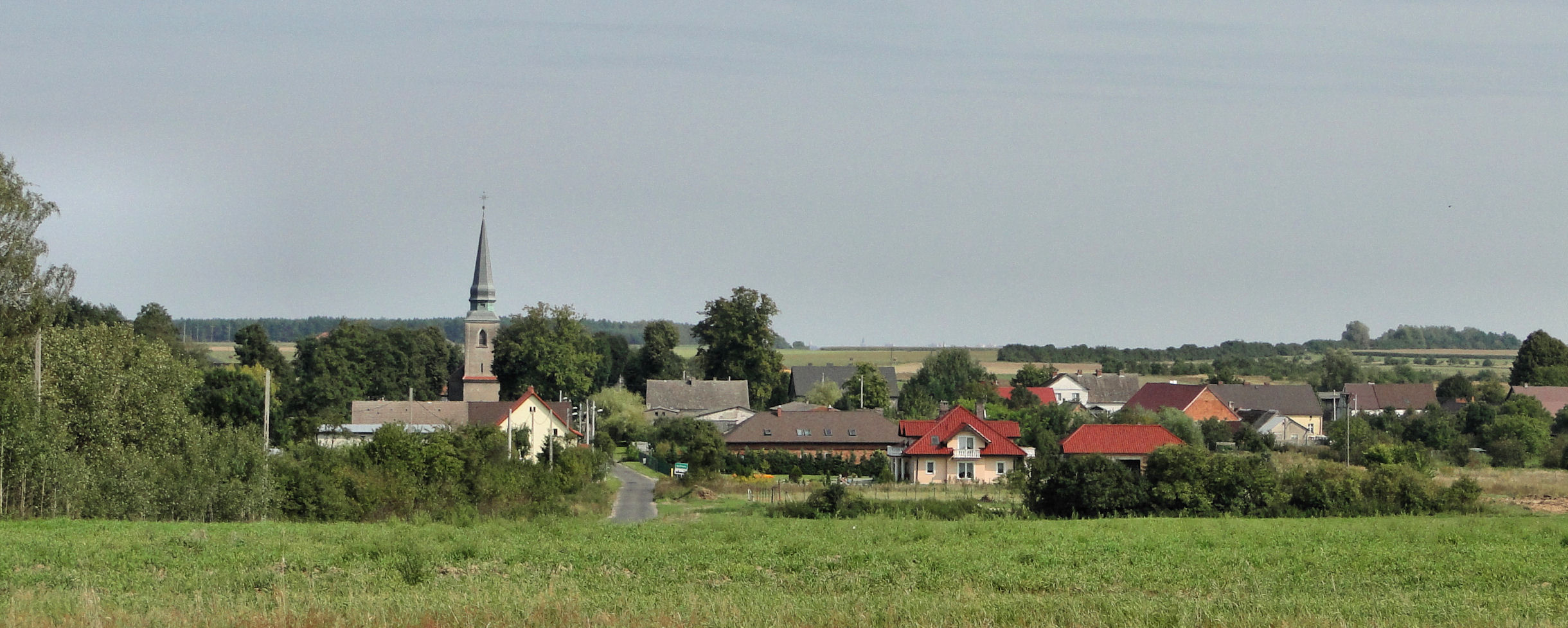
Dorfpanorama

## Geographische Lage

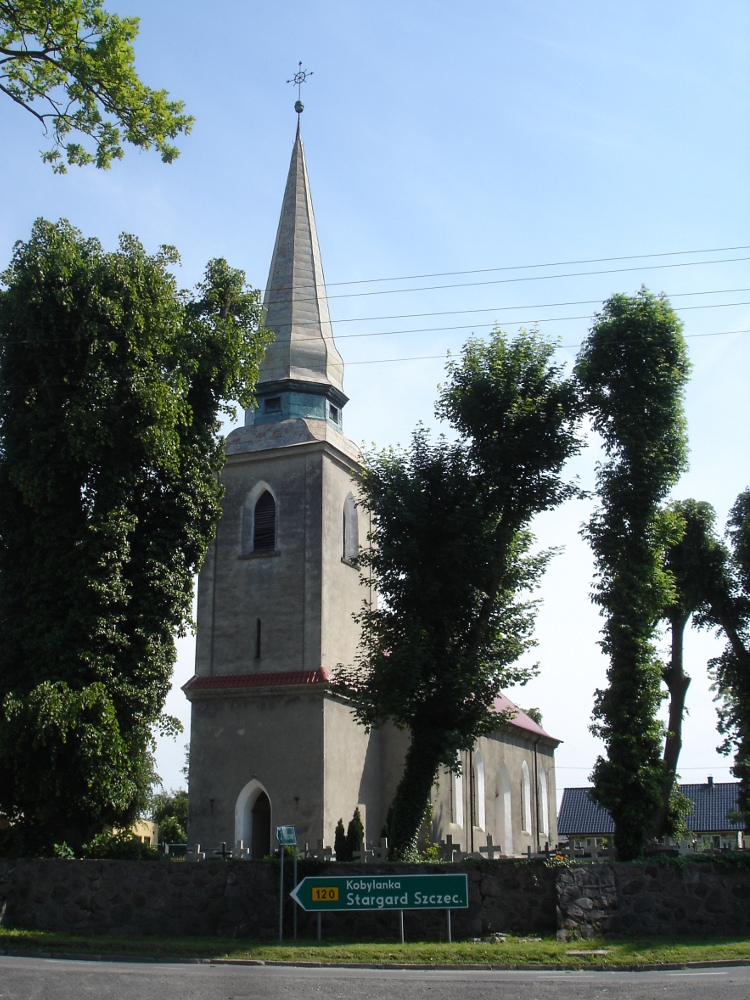
Dorfkirche, bis 1945 Gotteshaus der evangelischen Gemeinde Belkow

Das Dorf liegt in Hinterpommern, etwa 15 Kilometer westlich von Stargard, 23 Kilometer nordöstlich von Gryfino (Greifenhagen) und 20 Kilometer südöstlich von Stettin.
Westlich des Dorfs fließt die Płonia (Plöne), östlich bis südöstlich erstreckt sich der See Miedwie (Madüsee).

## Geschichte

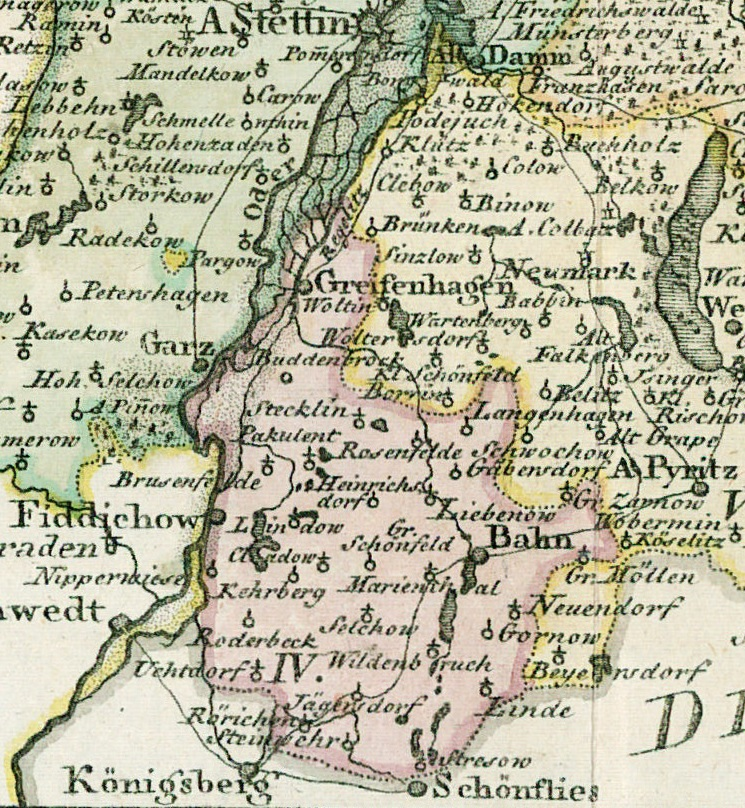
Kirchdorf Belkow nordöstlich von Greifenhagen, auf einer Landkarte von 1794

Ältere Namen des Dorfs sind Nitznaw, Nisnawi und Nytzenaw sowie Belcow (1226) und Belkau. In Belkow bekam das Kloster Kolbatz um 1179–1181 durch Bischof Konrad I. den Zehnten. Das Dorf wurde dem Kloster 1226 von Herzog Barnim zusammen mit den Dörfern Colow, Tribus, Reckow, Jeseritz, Selow, Prilup und Broda (später der Pass Berkenbrode, zu Groß Schönfeld im ehemaligen Kreis Pyritz gehörig) als Besitz bestätigt. Belkow war eines der größeren und kleineren 28 Güter, die bis 1236 Eigentum des Klosters geworden waren. 1304 schenkte Bischof Otto I. das Dorf dem Abt Ditmar als Belohnung für dessen zahlreiche Verdienste.
Um 1782 hatte Belkow ein Freischulzengut, 17 Bauern, von denen sich zwei 1752 und einer 1755 angesiedelt hatten, einen Pfarrer, einen Küster, drei Kossätem, zwei Büdner, ein Wirtshaus, einen Schmied und ein Pfarrgehöft sowie ein Predigerwitwenhaus. Seinem Lehenbrief zufolge stand dem Freischulzen das Recht zu, auf dem sogenannten Krebssee Sommerfischerei zu betreiben. In einer Urkunde von 1577 war dem Prediger und den anderen Nachbarn das Recht zugesichert worden, im selben See Krebse fangen zu dürfen. 1818 hatte das königliche Dorf zwei Windmühlen. Um 1865 hatte das Dorf auch ein Mühlengrundstück mit Windmühle und insgesamt 57 Wohn- und fünf gewerbliche Gebäude. Die Dorfschule wurde vom Küster betreut.
Bis zum Ende des Zweiten Weltkriegs war Belkow Teil des Landkreises Greifenhagen im Regierungsbezirk Stettin der preußischen Provinz Pommern des Deutschen Reichs. Das Dorf war Sitz des Amtsbezirks Belkow.
Zum Kriegsende wurde das Kreisgebiet mit Belkow 1945 von der Roten Armee besetzt und anschließend – wie ganz Hinterpommern – von der Sowjetunion gemäß dem Potsdamer Abkommen der Volksrepublik Polen zur Verwaltung unterstellt. Die einheimische Bevölkerung wurde ab 1945 von der polnischen Administration vertrieben. Das Dorf wurde in Bielkowo umbenannt.

### Demographie
| Jahr | Einwohner | Anmerkungen                                                                      |
| ---- | --------- | -------------------------------------------------------------------------------- |
| 1782 | —         | 51 Feuerstellen                                                                  |
| 1818 | 302       | [ 7 ] [ 9 ]                                                                      |
| 1822 | 294       | [ 3 ]                                                                            |
| 1852 | 527       | [ 10 ]                                                                           |
| 1865 | 491       | am 1. Januar                                                                     |
| 1867 | 478       | am 3. Dezember                                                                   |
| 1871 | 478       | am 1. Dezember, davon 470 Evangelische, eine katholische Person und sieben Juden |
| 1910 | 324       | am 1. Dezember                                                                   |
| 1933 | 349       | [ 14 ]                                                                           |
| 1939 | 319       | [ 14 ]                                                                           |

## Kirchspiel
Das evangelische Kirchspiel gehörte zur Synode Kolbatz. In die Mutterkirche von Belkow eingepfarrt waren die Filialkirchen Reckow und Kublank sowie die Ortschaften Brenkenhofswald, Karolinenhorst, Moritzfeld, Spaldingsfeld, außerdem die zum Kreis Naugard gehörige Ortschaft Barenbruch.
1892 wurde in Belkow ein Evangelisches Pfarrhaus errichtet.